# Hypochrysops calliphon
Hypochrysops calliphon är en fjärilsart som beskrevs av Smith 1894. Hypochrysops calliphon ingår i släktet Hypochrysops och familjen juvelvingar. Inga underarter finns listade i Catalogue of Life.